# Wapen van Roggel en Neer

Wapen van Roggel en Neer

Het wapen van Roggel en Neer werd op 15 september 1992 door de Hoge Raad van Adel aan de Limburgse gemeente Roggel, dat zich per 1993 hernoemde in Roggel en Neer. De gemeente Roggel en Neer werd per 2007 opgeheven, waardoor het gemeentewapen kwam te vervallen. De kernen Roggel en Neer werden opgenomen in de fusiegemeente Leudal. In het wapen van Leudal komen de wapenelementen hoorns weer terug.

## Blazoenering
De blazoenering van het wapen luidde als volgt:
In goud een gothische kerk met een roosvenster boven de ingang, een middentoren met drie vensters en twee kleinere zijtorens, de torens getopt met kruisjes, alles van keel en gevoegd van sabel, het roosvenster beladen met een schild van goud, waarop drie hoorns van keel, de kerk boven vergezeld van een liggende sleutel van azuur, de baard naar rechts en naar boven gericht. Het schild gedekt met een gouden kroon van drie bladeren en twee parels.
De heraldische kleuren zijn goud (goud of geel), keel (rood), sabel (zwart) en azuur (blauw). Het schild wordt gedekt met een gravenkroon.

## Geschiedenis
Het gemeentewapen is het oude, iets aangepaste, wapen van Neer met de sleutel uit het wapen van Roggel.

## Verwante wapens

Wapen van het Huis Horne en Graafschap Horne
Wapen van Roggel
Wapen van Neer
Wapen van Leudal